# バカルィー
バカルィー（ウクライナ語：Бакали́；意訳：「藁」）は、ウクライナのキーウ州ビーラ・ツェールクヴァ地区にある村。1500年に創建された。村名はテュルク語の「バカル」（藁）に由来する。面積は約0.8km²（2005年）。人口は154人（2005年）。古名はヴィリシャーンカ（Вільшанка；意訳：「榛木」）。